# George Chuter
George Chuter (* 9. Juli 1976 in London) ist ein englischer Rugby-Union-Spieler. Er spielt als Hakler für die englische Nationalmannschaft und die Leicester Tigers.
Chuters Profikarriere begann 1996 bei den Saracens. Er legte bei seinem Debüt einen Versuch für England A, der Reserve der Nationalmannschaft. Im Jahr 2000 wechselte er zu den Leicester Tigers und wurde in den kommenden Jahren sporadisch in Englands Reserve eingesetzt. Mit den Tigers gewann er bislang fünf Meistertitel in der Premiership Rugby, zweimal den Heineken Cup und einmal den EDF Energy Cup.
2006 wurde er erstmals in den Kader der Nationalmannschaft berufen. Bei den Six Nations kam er noch zu keinem Einsatz, sein Debüt folgte im Sommer gegen Australien. Seitdem gehört er zum erweiterten Kreis. Bei der Weltmeisterschaft 2007 kam er in allen sieben Spielen zum Einsatz. Im Sommer 2008 wurde er zwar nicht für die Neuseelandtour Englands berücksichtigt, spielte dafür für die England Saxons im Churchill Cup und half, diesen als Kapitän zu verteidigen.
In der Saison 2008/09 wurde er wieder in den Elitekader aufgenommen, kam jedoch zu keinem Einsatz. Mit Leicester wurde er in dieser Spielzeit englischer Meister und erreichte das Finale im Heineken Cup. Dort mussten sich die Tigers jedoch Leinster geschlagen geben.